# Вольная Украина (Каховский район)
Вольная Украина (укр. Вільна Україна) — село в Зеленоподской сельской общине Каховского района Херсонской области Украины.
Население по переписи 2001 года составляло 322 человека. Почтовый индекс — 74842. Телефонный код — 5536. Код КОАТУУ — 6523584702.